# Mud-Gletscher
Der Mud-Gletscher ist ein 10,5 km langer Talgletscher in den Boundary Ranges in British Columbia (Kanada).

## Geografie
Der 0,9 km breite Gletscher befindet sich am Ostrand des Stikine Icecap unweit der Grenze zu Alaska. Das Nährgebiet des Gletschers liegt unterhalb der Südostflanke von Kates Needle auf einer Höhe von etwa 800 m. Der Mud-Gletscher strömt in östlicher Richtung. Unterhalb der etwa auf 80 m Höhe gelegenen Gletscherzunge befindet sich ein Gletscherrandsee, der über einen 3 km langen Abfluss zum Stikine River entwässert wird. 25 km weiter nördlich erreicht der Flood-Gletscher das Flusstal des Stikine River, 16 km weiter südlich der Great-Gletscher.

## Gletscherentwicklung
Die Gletscherzunge zieht sich stetig zurück. Entsprechend wächst der Gletscherrandsee. Dessen Länge beträgt mittlerweile 3,4 km.